# Henri Puppo
Henri Puppo, all'anagrafe Henri Ernest Puppo e nato Enrico Puppo (Le Tignet, 5 febbraio 1913 – Fréjus, 29 dicembre 2011), è stato un ciclista su strada italiano naturalizzato francese.
Professionista dal 1934 al 1938 e nel 1942, conta la vittoria di una tappa al Tour de France.

## Carriera
Di nazionalità italiana alla nascita, prese la cittadinanza francese il 13 marzo 1937. Corse per le squadre francesi Helyett-Hutchinson e Tendil-Hutchinson, oltre che come individuale. Le principali vittorie da professionista furono una tappa alla Parigi-Nizza nel 1935, il Circuit des Alpes e la tappa di Lons-le-Saunier al Tour de France nel 1937. Partecipò a un'edizione del Giro d'Italia e una del Tour de France. Al momento della morte era il corridore più anziano ancora in vita ad aver disputato il Tour de France.

## Palmarès
- 1934 (Individuale, quattro vittorie)

Boucles des Sospel
Circuit Justin Berta
Classifica generale Tour de Corse
1ª tappa Nice-Toulon-Nice (Nizza > Tolone)
- 1935 (Individuale, due vittorie)

3ª tappa Parigi-Nizza (Saint-Étienne > Avignone)
Critérium du Var
- 1936 (Helyett-Hutchinson, due vittorie)

Boucles des Sospel
3ª tappa Nice-Toulon-Nice (Sainte-Maxime > Nizza)
- 1937 (Individuale, sette vittorie)

Grand Prix de la Ville de Fréjus (Tolone > Fréjus)
Toulon-Aubagne-Toulon
5ª tappa, 1ª semitappa Tour de France (Belfort > Lons-le-Saunier)
1ª tappa Nice-Toulon-Nice (Tolone > Nizza)
Classifica generale Nice-Toulon-Nice
Circuit des Alpes (Digne)
Circuit Justin Berta
- 1938 (Individuale, una vittoria)

1ª tappa Nice-Toulon-Nice (Nizza > Tolone)
- 1943

Circuit Justin Berta

### Altri successi
- 1934

Criterium di Grasse
- 1936

Criterium di Montpellier
- 1937

Criterium di Fréjus
Criterium di Grasse

## Piazzamenti

### Grandi Giri
- Giro d'Italia

1935: ritirato
- Tour de France

1937: 21º

### Classiche monumento
- Milano-Sanremo

1935: 22º